# 唯一 (紅髮艾德歌曲)
唯一是英國創作歌手艾德·希蘭為他的第二張錄音室專輯《x》錄製的一首歌曲，希蘭於2011年發行首張錄音室專輯《無限延伸》後便隨即寫下了本曲。歌曲亦是希蘭最後一首受其前女友啟發而寫下的浪漫歌曲。唯一由與希蘭多次合作的製作人傑克·高斯林負責製作，其音樂以原聲結他為主。歌曲獲得樂評家整體正面的評價，包括指出歌曲主要以結他帶動以及讚揚希蘭使用的假音。
唯一的音樂錄像帶於無人的溫布萊球場進行拍攝，並於歌曲發行前約兩週的2014年5月2日發佈。歌曲於2014年5月14日作為專輯《x》的首支宣傳單曲發行，為了與專輯的主打單曲歡唱取得平衡，以維持希蘭的歌迷基礎。歌曲發行後打進歐洲數國的單曲排行榜，包括最高登上英國單曲榜第18位，並於2021年7月2日獲英國唱片業協會認證為白金唱片。

## 背景與發行
在出道專輯《無限延伸》發行後不久，希蘭於2011年11月在澳洲珀斯的演唱會期間寫下了唯一。希蘭於更衣室裡以一把威士忌酒桶製成的結他創作歌曲的旋律。唯一是希蘭為他的第二張錄音室專輯《x》創作的首支歌曲，並由負責其出道專輯大部分歌曲製作工作的傑克·高斯林製作。希蘭於高斯林在溫道斯漢姆舒梨郡擁有的粘性錄音室裡錄製了歌曲。
希蘭寫下唯一作為受其前女友愛麗絲啟發的最後一首歌曲，此前希蘭於《無限延伸》裡創作的所有浪漫歌曲皆是受她所啟發。這是《x》裡唯一一首以二人的關係作為主題的歌曲，而其餘的歌曲皆是關於「放下感情以及（...）（希蘭）其後的經歷」。根據希蘭的說法，歌曲是「一個結束那段時期與關係的好方法」。在曲風上，歌曲主要靠近簡約音樂，伴奏以隨意彈撥原聲結他為主。在歌詞上，歌曲主要描寫希蘭即使知道二人會變成陌生人，但仍然嘗試說服愛麗絲留下。
唯一是專輯《x》首支宣傳單曲，於2014年5月14日供給iTunes上預購了專輯的消費者下載。專輯的主打單曲歡唱在專輯發行時大肆宣傳，而團隊擔心這會不符合粉絲的口味，因此發行了唯一與其取得平衡。歌曲發行前，官方在2014年5月2日於YouTube上公開了歌曲的音樂錄像帶。錄像帶以全黑白色調拍攝，以希蘭於無人的溫布萊球場作歌曲的原聲演出為主。希蘭其後於2014年至2015年舉行的「x巡迴演唱會」上演唱了本曲。

## 反響

### 專業評價
唯一於專輯《x》發行獲得整體正面的評價。《每日電訊報》的尼爾·麥考密克以「充滿靈魂的民謠」形容希蘭於唯一與照片裡的風格。《No Ripcord》的路易莎·羅德認為歌曲的「彈奏和旋律」是由心而發的。而《衛報》的亞歷克西斯·佩特里迪斯則認為專輯裡「出眾與美麗」的抒情曲「展現出一種絕對是前所未有的成熟感」，並同時指唯一是一首「縈繞於心、以假聲作動力」抒情曲。《影音俱樂部》的安妮·扎萊斯基則指出希蘭於這首「脆弱的原聲流行曲」裡有著「柔弱的」假音。《波士頓環球報》的莎拉·羅德曼則指出唯一與希蘭2011年的歌曲A咖一族在音調優美上的相似性，並以「嘮叨」形容前者。《沉迷音樂》的戴夫·哈拉蒂特亦有相似的看法：「唯一與A咖一族就像從一個模子裡刻出來的一般」，但認為唯一比A咖一族更好。《美國作曲家》的吉姆·貝維里亞認為歌曲「在把懷醉的悔意與愛情的奉獻相結合上做得很好」 。在與希蘭進行《告示牌》的封面訪談中，克里斯·威爾曼認為希蘭於唯一中以「最大程度地展現出他極簡主義的生存之道」。

### 商業成績
唯一以及專輯《x》的其他歌曲皆憑著龐大的串流量打進英國單曲榜。歌曲於2014年5月24日空降英國單曲榜第20位，其後於次週最高登上第18位，並總共在榜20週。歌曲於2021年7月2日獲英國唱片業協會認證為白金唱片，代表歌曲達到600,000張的認證銷量。歌曲亦成功打進美國榜單，於《告示牌》百強單曲榜空降第87位。

## 製作名單
資料來自專輯《x》的內頁。

- 艾德·希蘭 – 聲樂、詞曲創作、結他
- 傑克·高斯林 – 製作、工程、編程、鼓、弦樂、喇叭
- 亞當·柯爾特曼 – 工程協助
- 馬克·斯派克·斯滕特 – 混音
- 傑夫·斯萬 – 工程
- 史都華·霍克斯 – 母帶

## 榜單與認證
| 週榜單（2014年）                     | 最高 位置 |
| ------------------------------------ | --------- |
| 澳大利亚（澳大利亚唱片业协会單曲榜） | 72        |
| 奥地利（Ö3四十强单曲榜）             | 45        |
| 加拿大（Canadian Hot 100）           | 32        |
| 法国（法國唱片出版業公會單曲榜）     | 121       |
| 德国（德國官方單曲榜）               | 79        |
| 愛爾蘭（愛爾蘭唱片音樂協會单曲榜）   | 54        |
| 荷兰（百强单曲榜）                   | 97        |
| 蘇格蘭（官方榜单公司單曲榜）         | 17        |
| 南韓（Gaon國際單曲榜）               | 26        |
| 英國（官方榜单公司單曲榜）           | 18        |
| 美国（《告示牌》百大單曲榜）         | 87        |

| 地區                                   | 认证 | 认证单位/销量 |
| -------------------------------------- | ---- | ------------- |
| 加拿大（加拿大音乐协会）               | 白金 | 80,000‡       |
| 丹麦（國際唱片業協會丹麥分會）         | 金   | 45,000‡       |
| 意大利（意大利音乐产业联盟）           | 金   | 25,000‡       |
| 英国（英国唱片业协会）                 | 白金 | 600,000‡      |
| 美国（美國唱片業協會）                 | 白金 | 1,000,000‡    |
| ^僅含認證的出貨量 ‡僅含認證的+實際銷量 |      |               |

## 資料來源
1. 1 2  . Music-News. 2014-06-29  [2015-08-23]. （原始内容存档于2015-09-25）.
2. 1 2 3 4 5  McLean, Craig. . The Daily Telegraph. 2014-07-16  [2015-08-23]. （原始内容存档于2015-09-24）.
3. 1 2 3  Cabooter, James. . Daily Star（英语：Daily Star (United Kingdom)）. 2014-05-03  [2015-08-23]. （原始内容存档于2019-06-26）.
4. 1 2 3  Willman, Chris. . Billboard. 2014-04-07  [2014-06-14]. （原始内容存档于2014-06-12）.
5. ↑  Laureng. . Listen Here. 2014-06-23  [2017-08-22]. （原始内容存档于2017-08-30）.
6. ↑  Masley, Ed. . The Arizona Republic. 2014-08-27  [2015-09-18].
7. ↑  . YouTube. 2014-05-02  [2015-11-01]. （原始内容存档于2015-12-01）.
8. ↑  Atkinson, Katie. . Billboard. 2014-08-28  [2015-10-31]. （原始内容存档于2015-10-17）.
9. ↑  McCormick, Neil. . The Daily Telegraph. 2014-06-24  [2015-08-23]. （原始内容存档于2015-09-24）.
10. ↑  Luiza, Lodder. . No Ripcord. 2014-06-26  [2015-08-23]. （原始内容存档于2015-10-04）.
11. 1 2  Petridis, Alexis. . The Guardian. 2014-06-19  [2015-08-23]. （原始内容存档于2015-08-16）.
12. ↑  Zaleski, Annie. . The A.V. Club. 2014-06-24  [2015-08-23]. （原始内容存档于2015-09-04）.
13. ↑  Rodman, Sarah. . The Boston Globe. 2014-06-23  [2015-08-23]. （原始内容存档于2015-09-07）.
14. ↑  Dave, Hanratty. . Drowned in Sound（英语：Drowned in Sound）. 2014-06-24  [2015-08-23]. （原始内容存档于2015-07-25）.
15. ↑  Jim, Beviglia. . American Songwriter. 2014-06-23  [2015-08-23]. （原始内容存档于2015-09-25）.
16. ↑  Vincent, Alice. . The Daily Telegraph. 2014-12-02  [2015-08-24]. （原始内容存档于2015-08-24）.
17. ↑  . Official Charts Company.   [2015-08-23]. （原始内容存档于2015-09-06）.
18. 1 2  . British Phonographic Industry. 2021-07-02 （英语）.
19. ↑  . Billboard.   [2015-08-23]. （原始内容存档于2015-10-31）.
20. ↑   (豪華版CD內頁). 艾德·希蘭. 華納音樂. 2014.
21. ↑  "Australian-charts.com – {{{artist}}} – On". ARIA Top 50 Singles.  [2014-12-13].  （英語）.
22. ↑  "Austriancharts.at – Ed Sheeran – One". Ö3 Austria Top 40.  [2015-10-02]. （德語）.
23. ↑  "Ed Sheeran Chart History (Canadian Hot 100)". Billboard.  [2015-10-02].（英語）.
24. ↑  "Lescharts.com – Ed Sheeran – One". Les classement single.  [2015-10-02].（法語）.
25. ↑  "Ed Sheeran – One". GfK Entertainment charts.  Retrieved 2015-10-02.  （德語）.
26. ↑  "Chart Track: Week 28, 2014". Irish Singles Chart.  [2015-10-02].  （英語）.
27. ↑  "Dutchcharts.nl – Ed Sheeran – One". Single Top 100.  [2015-10-02].（荷蘭語）.
28. ↑  "Official Scottish Singles Sales Chart Top 100". Official Charts Company.  [2014-07-28].（英語）.
29. ↑  . Gaon Chart.   [2015-11-03]. （原始内容存档于2016-02-15）.
30. ↑  "Official Singles Chart Top 100". Official Charts Company.  [2015-10-02].（英語）.
31. ↑  "Ed Sheeran Chart History (Hot 100)". Billboard.  [2014-06-30].（英語）.
32. ↑  . Music Canada.   [2019-05-27] （英语）.
33. ↑  . IFPI Denmark（英语：IFPI Denmark）. 2018-01-03  [2018-01-09]. （原始内容存档于2020-10-22）.
34. ↑  . Federazione Industria Musicale Italiana. 2017-07-24 （意大利语）.
35. ↑  . Recording Industry Association of America.   [2021-11-25] （英语）.